# Luigi Piavi
Luigi Piavi, OFM (Ravena, 17 de março de 1833 - Jerusalém, 24 de janeiro de 1905) foi um clérigo católico romano italiano, que serviu como Patriarca Latino de Jerusalém e grão-mestre da Ordem Equestre do Santo Sepulcro de Jerusalém de 1889 até sua morte.

## Biografia
Piavi, aos quinze anos, tomou parte da primeira guerra de independência italiana, travada entre o Reino da Sardenha e o Império Austríaco e depois ingressou nos franciscanos em Bolonha em 21 de outubro de 1850. Ele tomou o nome Luigi de Ravena em 8 de outubro de 1851, quando fez sua profissão com os Frades Menores de Bolonha. Também é conhecido como Ludovico e seu sobrenome como Biavi.
Recebeu a ordenação sacerdotal em 22 de dezembro de 1855. No ano seguinte, em 30 de julho de 1856, o novo padre foi enviado para o Oriente e passou um ano em Harisa para aprender árabe. Em 13 de agosto de 1857, foi nomeado vigário em Alepo, e em 12 de setembro de 1861, pároco e guardião de Alepo. Fundou a missão de Marassa. Em janeiro de 1873, Piavi foi nomeado administrador apostólico em Beirute. Atuou em missão aos coptas do Egito.
Em 14 de novembro de 1876, foi nomeado pelo Papa Pio IX como Arcebispo titular de Siunia, Vigário Apostólico de Alepo e Delegado Apostólico na Síria. Recebeu a ordenação episcopal no dia 26 de novembro seguinte, pelo Cardeal Alessandro Franchi, Prefeito da Congregação de Propaganda Fide, em Roma; os principais co-consagradores foram o Arcebispo Edward Henry Howard de Norfolk e o Bispo Ignazio Persico, OFM Cap.
Após a morte do Patriarca Vincenzo Bracco, Piavi foi nomeado pelo Papa Leão XIII, em 28 de agosto de 1889, como Patriarca Latino de Jerusalém. Fez sua entrada solene em 8 de setembro. Monsenhor Piavi assumiu a tarefa de fortalecer as missões do Patriarcado. Com a ajuda do Padre Guillermo Barberis, um arquiteto que supervisionou a construção do seminário patriarcal em Jerusalém, e seus bispos auxiliares, Monsenhor Appodia e Monsenhor Piccardo, Patriarca Piavi construiu igrejas, capelas, conventos, presbitérios e escolas em todas as missões, além de encorajar a chegada de várias congregações no território do Patriarcado Latino. Ele fundou apenas uma missão: a de Mouqeibleh, confiada à Custódia da Terra Santa. Hospedou em 1893 o Congresso Eucarístico Internacional em Jerusalém. Em 1898, durante uma visita do kaiser Guilherme II ao Império Otomano, Monsenhor Piavi foi agraciado com o cordão e a placa da Águia Vermelha, Primeira Classe.
Sendo também o Grão-Mestre da Ordem Equestre do Santo Sepulcro de Jerusalém, Patriarca Piavi admitiu 1.057 cavaleiros e 166 damas durante seu mandato. Em 1891, ele emitiu o Regulamento Geral da Ordem, que serviria de modelo para a organização dos capítulos nacionais dos Cavaleiros do Santo Sepulcro. Embora o patriarca tenha nomeado seus representantes na França, Bélgica, Portugal, Inglaterra e Malta, uma organização de toda a ordem ainda não havia sido estabelecida. O único sucesso foi a criação de capítulos nobiliárquicos em Madri e Barcelona, reservados aos membros de origem nobre. O último cavaleiro que o Patriarca Piavi nomeou antes de sua morte, com o consentimento do Papa, foi o kaiser Guilherme II, que, embora não fosse católico, foi fundamental na doação de terras no Monte Sião aos católicos alemães, para que os beneditinos estabelecessem posteriormente a Abadia da Dormição.
Em janeiro de 1905, o Patriarca Piavi contraiu pneumonia, falecendo em 24 de janeiro, aos 72 anos. Ele foi enterrado ao lado de seus predecessores, na co-catedral do Patriarcado de Jerusalém.